# دیوردی مولنار
دیوردی مولنار (مجاری: György Molnár؛ ۱۲ فوریه ۱۹۰۱ – ۲۵ ژانویهٔ ۱۹۷۷) بازیکن فوتبال اهل مجارستان بود.
از باشگاه‌هایی که در آن بازی کرده‌است می‌توان به باشگاه فوتبال ام‌تی‌کی بوداپست اشاره کرد.
وی همچنین در تیم ملی فوتبال مجارستان بازی کرده‌است.